# Badminton nos Jogos Olímpicos de Verão de 2024 - Duplas femininas
O torneio de duplas femininas do badminton nos Jogos Olímpicos de Verão de 2024 ocorreu entre 27 de julho e 3 de agosto de 2024 na Porte de La Chapelle Arena, em Paris. Um total de 32 jogadoras de 13 Comitês Olímpicos Nacionais (CON) participaram do evento.

## Qualificação
A qualificação se deu inteiramente através do ranking "Race to Paris" da Federação Mundial de Badminton (BWF). Os CONs com pelo menos duas duplas entre as oito primeiras no ranking puderam enviar um máximo de duas duplas (4 jogadoras); todos os demais CONs ficaram limitadas a uma única dupla, respeitando suas posições no ranking mundial, até que o limite de 16 duplas fossem atingido. No entanto, cada continente teve a garantia de ter pelo menos uma dupla representada, eliminando as piores classificadas para abrir espaço para uma garantia continental, se necessário.

## Calendário
| G | Fase de grupos | QF | Quartas de final | SF | Semifinais | M | Disputas de medalhas |

| 27 jul | 28 jul | 29 jul | 30 jul | 31 jul | 1 ago | 2 ago | 3 ago |
| ------ | ------ | ------ | ------ | ------ | ----- | ----- | ----- |
| G      | G      | G      | G      |        | QF    | SF    | M     |

## Medalhistas
| Ouro   | CHN Chen Qingchen e Jia Yifan      |
| Prata  | CHN Liu Shengshu e Tan Ning        |
| Bronze | JPN Nami Matsuyama e Chiharu Shida |

## Resultados

### Fase de grupos
A fase de grupos foi disputada entre 27 e 30 de julho. As duas primeiras duplas de cada grupo avançaram para a fase final.
|  | Classificados às quartas de final |

Todas as partidas seguem o fuso horário local (UTC+2)

#### Grupo A
| Equipe                                            | J | V | D | SG | SP | Pts |
| ------------------------------------------------- | - | - | - | -- | -- | --- |
| CHN Chen Qingchen / Jia Yifan                     | 3 | 3 | 0 | 6  | 0  | 3   |
| MAS Pearly Tan / Thinaah Muralitharan             | 3 | 2 | 1 | 4  | 3  | 2   |
| JPN Mayu Matsumoto / Wakana Nagahara              | 3 | 1 | 2 | 3  | 4  | 1   |
| INA Apriyani Rahayu / Siti Fadia Silva Ramadhanti | 3 | 0 | 3 | 0  | 6  | 0   |

| Data        | Hora  | Equipe 1                                    | Placar | Equipe 2                                    | Set 1 | Set 2 | Set 3 | Relatório |
| ----------- | ----- | ------------------------------------------- | ------ | ------------------------------------------- | ----- | ----- | ----- | --------- |
| 27 de julho | 10:10 | Chen Qingchen Jia Yifan                     | 2–0    | Pearly Tan Thinaah Muralitharan             | 21–17 | 22–20 |       | Relatório |
| 27 de julho | 11:00 | Mayu Matsumoto Wakana Nagahara              | 2–0    | Apriyani Rahayu Siti Fadia Silva Ramadhanti | 24–22 | 21–15 |       | Relatório |
| 28 de julho | 08:30 | Mayu Matsumoto Wakana Nagahara              | 1–2    | Pearly Tan Thinaah Muralitharan             | 21–18 | 15–21 | 16–21 | Relatório |
| 28 de julho | 10:10 | Chen Qingchen Jia Yifan                     | 2–0    | Apriyani Rahayu Siti Fadia Silva Ramadhanti | 21–12 | 24–22 |       | Relatório |
| 30 de julho | 09:20 | Chen Qingchen Jia Yifan                     | 2–0    | Mayu Matsumoto Wakana Nagahara              | 21–16 | 21–15 |       | Relatório |
| 30 de julho | 10:10 | Apriyani Rahayu Siti Fadia Silva Ramadhanti | 0–2    | Pearly Tan Thinaah Muralitharan             | 18–21 | 9–21  |       | Relatório |

#### Grupo B
| Equipe                               | J | V | D | SG | SP | Pts |
| ------------------------------------ | - | - | - | -- | -- | --- |
| CHN Liu Shengshu / Tan Ning          | 3 | 3 | 0 | 6  | 1  | 3   |
| BUL Gabriela Stoeva / Stefani Stoeva | 3 | 2 | 1 | 5  | 3  | 2   |
| HKG Yeung Nga Ting / Yeung Pui Lam   | 3 | 1 | 2 | 3  | 5  | 1   |
| USA Annie Xu / Kerry Xu              | 3 | 0 | 3 | 1  | 6  | 0   |

| Data        | Hora  | Equipe 1                       | Placar | Equipe 2                       | Set 1 | Set 2 | Set 3 | Relatório |
| ----------- | ----- | ------------------------------ | ------ | ------------------------------ | ----- | ----- | ----- | --------- |
| 27 de julho | 14:00 | Liu Shengshu Tan Ning          | 2–0    | Annie Xu Kerry Xu              | 21–11 | 21–14 |       | Relatório |
| 27 de julho | 14:00 | Yeung Nga Ting Yeung Pui Lam   | 1–2    | Gabriela Stoeva Stefani Stoeva | 11–21 | 23–21 | 15–21 | Relatório |
| 28 de julho | 15:40 | Liu Shengshu Tan Ning          | 2–1    | Gabriela Stoeva Stefani Stoeva | 19–21 | 21–10 | 21–16 | Relatório |
| 28 de julho | 20:20 | Yeung Nga Ting Yeung Pui Lam   | 2–1    | Annie Xu Kerry Xu              | 24–22 | 17–21 | 21–12 | Relatório |
| 30 de julho | 09:20 | Gabriela Stoeva Stefani Stoeva | 2–0    | Annie Xu Kerry Xu              | 21–18 | 21–12 |       | Relatório |
| 30 de julho | 10:10 | Liu Shengshu Tan Ning          | 2–0    | Yeung Nga Ting Yeung Pui Lam   | 21–18 | 21–15 |       | Relatório |

#### Grupo C
| Equipe                                | J | V | D | SG | SP | Pts |
| ------------------------------------- | - | - | - | -- | -- | --- |
| KOR Kim So-yeong / Kong Hee-yong      | 3 | 3 | 0 | 6  | 0  | 3   |
| JPN Nami Matsuyama / Chiharu Shida    | 3 | 2 | 1 | 4  | 2  | 2   |
| AUS Setyana Mapasa / Angela Yu        | 3 | 1 | 2 | 2  | 4  | 1   |
| IND Tanisha Crasto / Ashwini Ponnappa | 3 | 0 | 3 | 0  | 6  | 0   |

| Data        | Hora  | Equipe 1                        | Placar | Equipe 2                        | Set 1 | Set 2 | Set 3 | Relatório |
| ----------- | ----- | ------------------------------- | ------ | ------------------------------- | ----- | ----- | ----- | --------- |
| 27 de julho | 20:20 | Kim So-yeong Kong Hee-yong      | 2–0    | Tanisha Crasto Ashwini Ponnappa | 21–18 | 21–10 |       | Relatório |
| 27 de julho | 20:20 | Nami Matsuyama Chiharu Shida    | 2–0    | Setyana Mapasa Angela Yu        | 21–18 | 21–14 |       | Relatório |
| 29 de julho | 09:20 | Nami Matsuyama Chiharu Shida    | 2–0    | Tanisha Crasto Ashwini Ponnappa | 21–11 | 21–12 |       | Relatório |
| 29 de julho | 10:10 | Kim So-yeong Kong Hee-yong      | 2–0    | Setyana Mapasa Angela Yu        | 21–12 | 21–17 |       | Relatório |
| 30 de julho | 14:00 | Nami Matsuyama Chiharu Shida    | 0–2    | Kim So-yeong Kong Hee-yong      | 22–24 | 24–26 |       | Relatório |
| 30 de julho | 14:50 | Tanisha Crasto Ashwini Ponnappa | 0–2    | Setyana Mapasa Angela Yu        | 15–21 | 10–21 |       | Relatório |

#### Grupo D
| Equipe                                            | J | V | D | SG | SP | Pts |
| ------------------------------------------------- | - | - | - | -- | -- | --- |
| DEN Maiken Fruergaard / Sara Thygesen             | 3 | 3 | 0 | 6  | 2  | 3   |
| KOR Baek Ha-na / Lee So-hee                       | 3 | 2 | 1 | 5  | 2  | 2   |
| THA Jongkolphan Kititharakul / Rawinda Prajongjai | 3 | 1 | 2 | 3  | 5  | 1   |
| FRA Margot Lambert / Anne Tran                    | 3 | 0 | 3 | 1  | 6  | 0   |

| Data        | Hora  | Jogador 1                                   | Placar | Jogador 2                                   | Set 1 | Set 2 | Set 3 | Relatório |
| ----------- | ----- | ------------------------------------------- | ------ | ------------------------------------------- | ----- | ----- | ----- | --------- |
| 27 de julho | 20:20 | Baek Ha-na Lee So-hee                       | 1–2    | Maiken Fruergaard Sara Thygesen             | 18–21 | 21–9  | 14–21 | Relatório |
| 27 de julho | 22:00 | Jongkolphan Kititharakul Rawinda Prajongjai | 2–1    | Margot Lambert Anne Tran                    | 12–21 | 21–13 | 21–15 | Relatório |
| 29 de julho | 14:50 | Baek Ha-na Lee So-hee                       | 2–0    | Margot Lambert Anne Tran                    | 21–13 | 21–8  |       | Relatório |
| 29 de julho | 19:30 | Jongkolphan Kititharakul Rawinda Prajongjai | 1–2    | Maiken Fruergaard Sara Thygesen             | 22–20 | 21–23 | 22–24 | Relatório |
| 30 de julho | 21:10 | Baek Ha-na Lee So-hee                       | 2–0    | Jongkolphan Kititharakul Rawinda Prajongjai | 21–9  | 21–12 |       | Relatório |
| 30 de julho | 21:10 | Margot Lambert Anne Tran                    | 0–2    | Maiken Fruergaard Sara Thygesen             | 16–21 | 12–21 |       | Relatório |

### Fase final
A fase final foi disputada em formato eliminatório direto, entre 1 e 3 de agosto, até a definição dos medalhistas.
|  | Quartas de final                        | Quartas de final                        | Quartas de final                        | Quartas de final                        | Quartas de final |                                 |                                 | Semifinal                            | Semifinal                            | Semifinal | Semifinal | Semifinal                               |                                         |                     | Final               | Final               | Final               | Final | Final |  |
|  |                                         |                                         |                                         |                                         |                  |                                 |                                 |                                      |                                      |           |           |                                         |                                         |                     |                     |                     |                     |       |       |  |
|  | CHN Chen Qingchen CHN Jia Yifan         | CHN Chen Qingchen CHN Jia Yifan         | 21                                      | 21                                      |                  |                                 |                                 |                                      |                                      |           |           |                                         |                                         |                     |                     |                     |                     |       |       |  |
|  | CHN Chen Qingchen CHN Jia Yifan         | CHN Chen Qingchen CHN Jia Yifan         | 21                                      | 21                                      |                  |                                 |                                 |                                      |                                      |           |           |                                         |                                         |                     |                     |                     |                     |       |       |  |
|  | BUL Gabriela Stoeva BUL Stefani Stoeva  | BUL Gabriela Stoeva BUL Stefani Stoeva  | 15                                      | 8                                       |                  |                                 |                                 |                                      |                                      |           |           |                                         |                                         |                     |                     |                     |                     |       |       |  |
|  | BUL Gabriela Stoeva BUL Stefani Stoeva  | BUL Gabriela Stoeva BUL Stefani Stoeva  | 15                                      | 8                                       |                  | CHN Chen Qingchen CHN Jia Yifan | CHN Chen Qingchen CHN Jia Yifan | 21                                   | 18                                   | 21        |           |                                         |                                         |                     |                     |                     |                     |       |       |  |
|  |                                         |                                         |                                         |                                         |                  | CHN Chen Qingchen CHN Jia Yifan | CHN Chen Qingchen CHN Jia Yifan | 21                                   | 18                                   | 21        |           |                                         |                                         |                     |                     |                     |                     |       |       |  |
|  |                                         |                                         | MAS Pearly Tan MAS Thinaah Muralitharan | MAS Pearly Tan MAS Thinaah Muralitharan | 12               | 21                              | 15                              |                                      |                                      |           |           |                                         |                                         |                     |                     |                     |                     |       |       |  |
|  | KOR Kim So-yeong KOR Kong Hee-yong      | KOR Kim So-yeong KOR Kong Hee-yong      | MAS Pearly Tan MAS Thinaah Muralitharan | MAS Pearly Tan MAS Thinaah Muralitharan | 12               | 21                              | 15                              | 12                                   | 13                                   |           |           |                                         |                                         |                     |                     |                     |                     |       |       |  |
|  | KOR Kim So-yeong KOR Kong Hee-yong      | KOR Kim So-yeong KOR Kong Hee-yong      |                                         |                                         |                  |                                 |                                 |                                      |                                      |           |           |                                         |                                         |                     |                     |                     |                     |       |       |  |
|  | MAS Pearly Tan MAS Thinaah Muralitharan | MAS Pearly Tan MAS Thinaah Muralitharan | 21                                      | 21                                      |                  |                                 |                                 |                                      |                                      |           |           |                                         |                                         |                     |                     |                     |                     |       |       |  |
|  | MAS Pearly Tan MAS Thinaah Muralitharan | MAS Pearly Tan MAS Thinaah Muralitharan | 21                                      | 21                                      |                  | CHN Chen Qingchen CHN Jia Yifan | CHN Chen Qingchen CHN Jia Yifan | 22                                   | 21                                   |           |           |                                         |                                         |                     |                     |                     |                     |       |       |  |
|  |                                         |                                         |                                         |                                         |                  |                                 |                                 |                                      |                                      |           |           |                                         |                                         |                     |                     |                     |                     |       |       |  |
|  |                                         |                                         | CHN Liu Shengshu CHN Tan Ning           | CHN Liu Shengshu CHN Tan Ning           | 20               | 15                              |                                 |                                      |                                      |           |           |                                         |                                         |                     |                     |                     |                     |       |       |  |
|  | KOR Baek Ha-na KOR Lee So-hee           | KOR Baek Ha-na KOR Lee So-hee           | CHN Liu Shengshu CHN Tan Ning           | CHN Liu Shengshu CHN Tan Ning           | 20               | 15                              | 9                               | 13                                   |                                      |           |           |                                         |                                         |                     |                     |                     |                     |       |       |  |
|  | KOR Baek Ha-na KOR Lee So-hee           | KOR Baek Ha-na KOR Lee So-hee           |                                         |                                         |                  |                                 | 9                               | 13                                   |                                      |           |           |                                         |                                         |                     |                     |                     |                     |       |       |  |
|  | CHN Liu Shengshu CHN Tan Ning           | CHN Liu Shengshu CHN Tan Ning           | 21                                      | 21                                      |                  |                                 |                                 |                                      |                                      |           |           |                                         |                                         |                     |                     |                     |                     |       |       |  |
|  | CHN Liu Shengshu CHN Tan Ning           | CHN Liu Shengshu CHN Tan Ning           | 21                                      | 21                                      |                  | CHN Liu Shengshu CHN Tan Ning   | CHN Liu Shengshu CHN Tan Ning   | 21                                   | 21                                   |           |           |                                         | Disputa pelo bronze                     | Disputa pelo bronze | Disputa pelo bronze | Disputa pelo bronze | Disputa pelo bronze |       |       |  |
|  |                                         |                                         |                                         |                                         |                  | CHN Liu Shengshu CHN Tan Ning   | CHN Liu Shengshu CHN Tan Ning   | 21                                   | 21                                   |           |           |                                         |                                         |                     |                     |                     |                     |       |       |  |
|  |                                         |                                         | JPN Nami Matsuyama JPN Chiharu Shida    | JPN Nami Matsuyama JPN Chiharu Shida    | 16               | 19                              |                                 |                                      |                                      |           |           |                                         |                                         |                     |                     |                     |                     |       |       |  |
|  | JPN Nami Matsuyama JPN Chiharu Shida    | JPN Nami Matsuyama JPN Chiharu Shida    | JPN Nami Matsuyama JPN Chiharu Shida    | JPN Nami Matsuyama JPN Chiharu Shida    | 16               | 19                              | 21                              | 21                                   |                                      |           |           | MAS Pearly Tan MAS Thinaah Muralitharan | MAS Pearly Tan MAS Thinaah Muralitharan | 11                  | 11                  |                     |                     |       |       |  |
|  | JPN Nami Matsuyama JPN Chiharu Shida    | JPN Nami Matsuyama JPN Chiharu Shida    |                                         |                                         |                  |                                 |                                 |                                      |                                      |           |           | MAS Pearly Tan MAS Thinaah Muralitharan | MAS Pearly Tan MAS Thinaah Muralitharan | 11                  | 11                  |                     |                     |       |       |  |
|  | DEN Maiken Fruergaard DEN Sara Thygesen | DEN Maiken Fruergaard DEN Sara Thygesen | 7                                       | 12                                      |                  |                                 |                                 | JPN Nami Matsuyama JPN Chiharu Shida | JPN Nami Matsuyama JPN Chiharu Shida | 21        | 21        |                                         |                                         |                     |                     |                     |                     |       |       |  |